# Îngerul Domnului

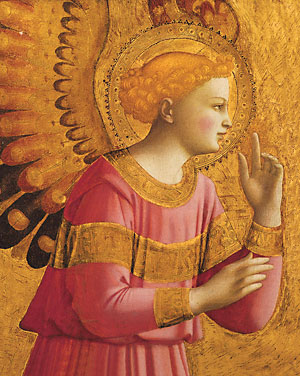
Fra Angelico, Detaliu din scena Buneivestiri (sec. al XV-lea)

Îngerul Domnului (în latină Angelus) este o rugăciune creștină catolică care este rostită de trei ori pe zi: dimineața, la amiază și seara. Corespunzător, clopotele bisericilor sună de regulă de trei ori pe zi.